# Allium kopetdagense
Allium kopetdagense — вид рослин з родини амарилісових (Amaryllidaceae); поширений в пн.-сх. Ірані й пд. Туркменістані.

## Опис
Цибулина одна, яйцювата, 5–7 мм завтовшки; зовнішні оболонки сіруваті; цибулинки відсутні. Листочки оцвітини вузько-ланцетні, гострі, 6 мм завдовжки. Нитки внутрішніх тичинок майже втричі ширші.

## Поширення
Поширений в північно-східному Ірані й південному Туркменістані.